# Питер и Венди (фильм, 2015)
«Пи́тер и Ве́нди» (англ. Peter and Wendy) — британский телефильм 2015 года по одноимённой повести Джеймса Барри о Питере Пэне. В фильме сюжет книги совмещён с историей о современной девочке Люси, которой делают операцию на сердце в детской больнице Грейт-Ормонд-Стрит и которая мысленно проживает события книги, представляя себя Венди Дарлинг.
В фильме сыграли известные актёры Стэнли Туччи и Лора Фрейзер, в роли Питера и Венди (Люси) выступили начинающие актёры Зак Сатклифф и Хэйзел Дуп; одну из главных ролей исполнила певица Палома Тейт. Съёмки проходили на протяжении шести недель в Люксембурге, Лондоне и Дорсете. Премьера состоялась на канале ITV на Рождество, 26 декабря 2015.

## Сюжет
Лондон, наши дни. 12-летняя Люси Роуз приезжает с мамой в больницу Грейт-Ормонд-Стрит, где она раньше наблюдалась. У Люси серьёзное сердечное заболевание, тетрада Фалло, и на следующий день должна состояться сложная операция по замене клапана лёгочной артерии. Доктор Уайли осматривает Люси и приводит к ней группу студентов-практикантов, предлагая им определить её диагноз по симптомам. В ожидании операции Люси просит знакомого медбрата что-нибудь почитать. Тот отводит её в музей Дж. Барри, который находится при больнице, и даёт ей оттуда книгу «Питер и Венди», предлагая почитать её маленьким пациентам. Возле Люси собираются мальчики, которые тоже лечатся в больнице, и она читает им вслух.
Ночью Люси начинает сниться сказка о Питере Пэне: себя она представляет Венди, свою маму — миссис Дарлинг, друзей, которым она читала книгу, — братьями Джоном и Майклом и «потерянными мальчиками», доктора Уайли — мистером Дарлингом и Капитаном Крюком, а его практикантов — пиратами. Во время сцены полёта с Питером и последующего выстрела Болтуна ей в грудь Люси-Венди становится хуже, и к ней срочно вызывают доктора Уайли. Позже её состояние улучшается, и на следующий день Люси до операции успевает сходить в бассейн, где, однако, чуть не теряет сознание и на время снова оказывается в сказке. В её новом сне Питер спасает Тигровую Лилию, сражается с Крюком, а затем не даёт Венди утонуть, заставляя её схватиться за воздушный змей.

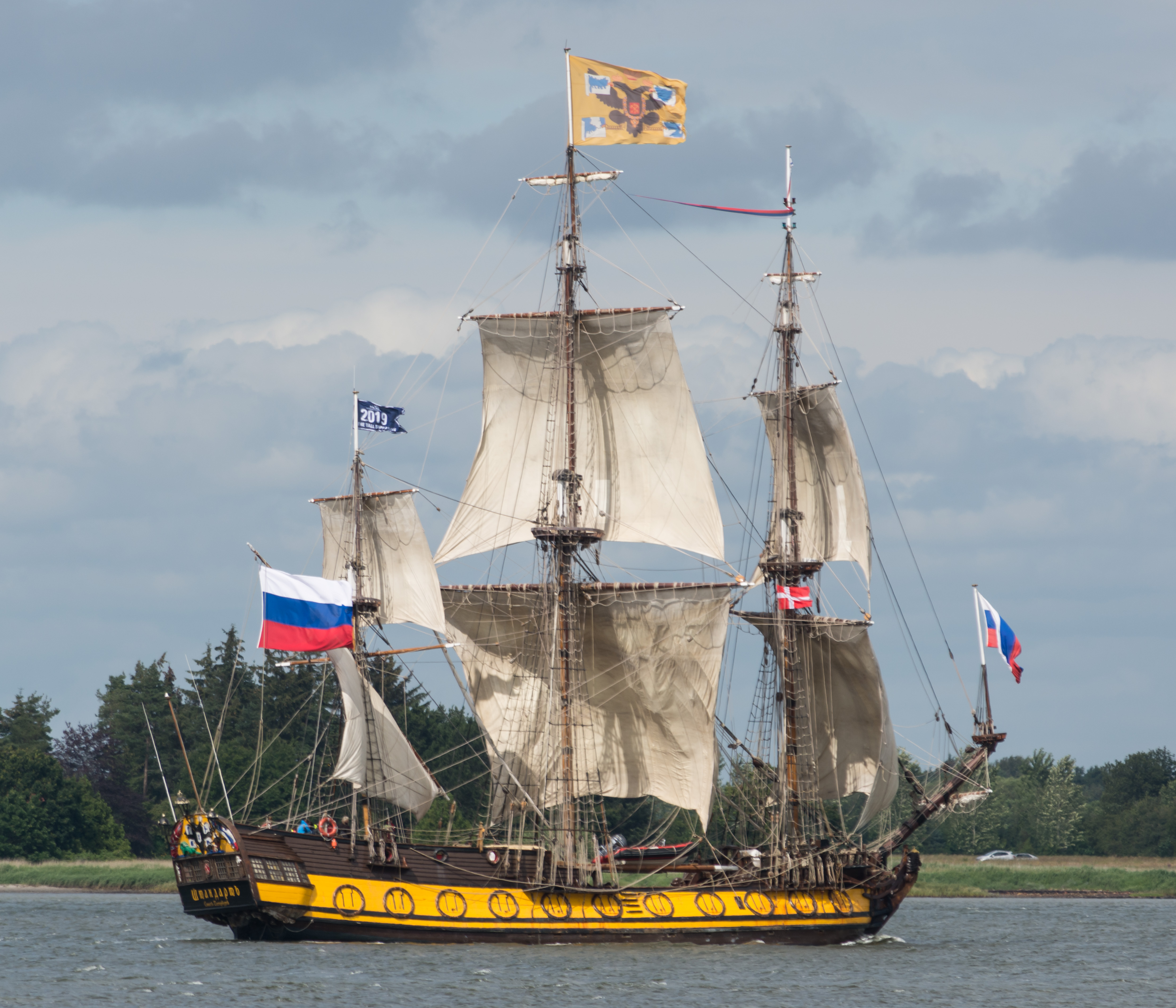
Фрегат «Штандарт», выступивший в роли пиратского корабля

Наконец начинается операция. Мама Люси ждёт рядом с операционной и беспокоится, поскольку существует вероятность летального исхода. Люси погружена в мир сказки, и, когда пираты нападают на неё и мальчиков и собираются казнить их на пиратском корабле, её состояние резко ухудшается. Однако Питер Пэн спасает Венди и всех остальных, и операция завершается успешно. Венди и мальчики возвращаются к Дарлингам, а Люси наутро вместе с мамой покидает больницу. Перед уходом она узнаёт, что ночью умер мальчик-индиец Ханиф, один из тех, кто слушал сказку. Люси отдаёт книгу о Питере Пэне сестре Ханифа. Фея Динь-Динь, сопровождающая Венди, когда та выходит из больницы, возвращается на своё место на руке Питера Пэна, статуя которого находится у входа в здание.

## В ролях
- Хэйзел Дуп — Люси Роуз / Венди Дарлинг
- Зак Сатклифф — Питер Пэн
- Лора Фрейзер — Джули Роуз (мама Люси) / Миссис Дарлинг
- Стэнли Туччи — доктор Уайли / Мистер Дарлинг / Капитан Крюк
- Палома Тейт — фея Динь-Динь
- Натифа Маи — Джая / Тигровая Лилия
- Зайн Баиг — Ханиф
- Патрик Уильямс — Майкл
- Морис Коул — Джон
- Бьярне Хенриксен — Ежи
- Расмус Хардайкер — Смит / Сми
- Лора Элфинстоун —  Али / Старки
- Дэниэл Тетсэлл — Далтон / Ратклифф

## Съёмки
Съёмки сцен на палубе пиратского корабля, проходившие в Суонеджском заливе близ Дорсета, происходили на борту фрегата «Штандарт», действующей копии российского исторического фрегата «Штандарт» времен Петра I.

## Критика
Фильм получил одобрительные отзывы, хотя отмечалось, что его выход поклонники книги ждали с опасением, учитывая, насколько отрицательно были восприняты в своё время фильмы «Пэн: Путешествие в Нетландию» и «Капитан Крюк», в которых предлагались альтернативные интерпретации вселенной Питера Пэна. Рецензент Telegraph отметил сильные актёрские работы и удачное сочетание мира оригинального произведения и современной «больничной драмы»; по его формулировке, фильм оказался именно «тем, что доктор прописал». Несмотря на то, что фильму не удалось до конца примирить образы Капитана Крюка как и злодея, и спасителя (и даже, потенциально, отца), нельзя не отметить смелость создателей в представлении Нетландии как «места вечного покоя», а не «вечной юности».